# Boreoides tasmaniensis
Boreoides tasmaniensis är en tvåvingeart som beskrevs av Mario Bezzi 1922. Boreoides tasmaniensis ingår i släktet Boreoides och familjen vapenflugor. Inga underarter finns listade i Catalogue of Life.